# Кальцій (мінерал)
Ка́льцій — характерна частина назви деяких мінералів, що містять Са. 
Кальцій входить до складу багатьох мінералів (силікати, алюмосилікати, боросилікати, карбонати, сульфати, фосфати, ванадати, вольфрамати, молібдати, титанати, ніобати, флуориди, хлориди та інших). Складова частина вапняків, мармуру тощо. Ці мінерали часто утворюють цілі гірські масиви. У великих кількостях зустрічаються також апатити і фосфорити, основою яких є фосфат кальцію Са3(РО4)2. Досить поширеним є мінерал гіпс CaSO4 · 2Н2О.
Розрізняють: 
- кальцій вуглекислий (кальцит);
- кальцій-магнезит (суміш гідромагнезиту з кальцитом);
- кальцій-малахіт (забруднений домішками малахіту);
- кальцій-оксид (ок-сид кальцію — СаО. Сингонія кубічна. Структура типу NaCl. Спайність досконала. Густина 3,3. Тв. 3,75. Знайдений у лавах Везувію);
- кальцій пінистий (псевдоморфоза лускуватого арагоніту по гіпсу);
- кальцій-ринкіт або кальцій-ринколіт(ринколіт);
- кальцій-сульфат-гемігідрат (басаніт — водний сульфат кальцію шаруватої будови, Са[SO4]•0,5 H2O);
- кальцій-уран-карбонат (ураноталіт); кальцій-урсиліт (водний силікат каль-цію та уранілу шаруватої будови — Ca4(UO2)2[(OH)6(Si2O5)5]•15H2O. Утворює землисті виділення або ниркоподібні агрегати. Густина 3,034. Колір лимонно-жовтий. Крихкий. Легко розчиняється в кислотах. Знайдений у щілинах окремості кварцових порфірів разом з каолінітом, кальцитом і уранофаном);
- кальцій-ферифосфат (основний водний фосфат кальцію і заліза — CaFe+3[(OH)8PO4]•H2O. Гелеподібний. Твердість 2-3. Колір світло-коричневий. Крихкий. Ізотропний. Розчиняється в кислотах. Знайдений у викопних черепашках на Таманському півострові);
- кальцій-фосфорураніт (зайва загальна назва отеніту і метаотеніту);
- кальцій хлористий (гідрофіліт).